# Riolobos
Riolobos – gmina w Hiszpanii, w prowincji Cáceres, w Estramadurze, o powierzchni 49,49 km². W 2011 roku gmina liczyła 1349 mieszkańców.